# Ángeles Gasset
Ángeles Gasset de las Moreras (Madrid, 9 d'agost de 1907 - 31 de març de 2005) va ser una pedagoga i professora espanyola, cofundadora, juntament amb Jimena Menéndez Pidal i Carmen García del Diestro, del Col·legi Estudio de Madrid.

## Biografia
Neta del periodista fundador de El Imparcial, Eduardo Gasset i Artime, i filla del també periodista i polític liberal, José Gasset i Chinchilla, es va incorporar a l'Institut-Escola el mateix any de la seva creació, 1918, i va cursar-hi tot el batxillerat. La influència que en ella va exercir el model educatiu del centre va marcar la seva ulterior trajectòria. Després de graduar-se en magisteri, va tornar a l'Institut-Escola per completar la seva formació de mestra infantil de la mà de María de Maeztu i María Goyri. Allí va conèixer i va forjar amistat amb Jimena i Carmen García. La Guerra Civil va desmuntar l'Institut-Escola i gairebé tot el que havia estat, i ella va passar un temps en l'exili a França a casa del seu cosí, el filòsof José Ortega y Gasset. Juntament amb Jimena i Carmen, va aconseguir crear un model alternatiu a l'educació de la dictadura franquista, el Col·legi Estudio de Madrid, hereu, en la mesura que era possible dins de l'Espanya franquista, de l'Institut-Escola i de la "Institución Libre de Enseñanza".
El model oferia una avaluació contínua de l'alumnat i una educació activa. Ángeles Gasset hi va treballar gairebé cinquanta anys, temps en el qual va tenir ocasió de participar en la formació de molts altres pedagogs. Les seves inquietuds la van portar a participar en molts projectes pioners en la seva època, com les representacions de marionetes, que ella mateixa manejava amb destresa, com a forma d'incorporar, per exemple, textos de Rafael Alberti Merello a l'educació infantil. Durant una visita a Conca en la seva joventut, va quedar atrapada per la ciutat i el paisatge. Allí va comprar una casa per on van passar cineastes com Antonio Saura i pintors com Fernando Zóbel, a més de molts estudiants i professors estrangers, singularment nord-americans. També a la província de Conca, es va proposar i va aconseguir mobilitzar tots els amics que tenia, que eren molts, per reunir fons i rehabilitar l'Església de la Nativitat de La nostra Senyora, a Arcas (Conca).